# Terrorisme

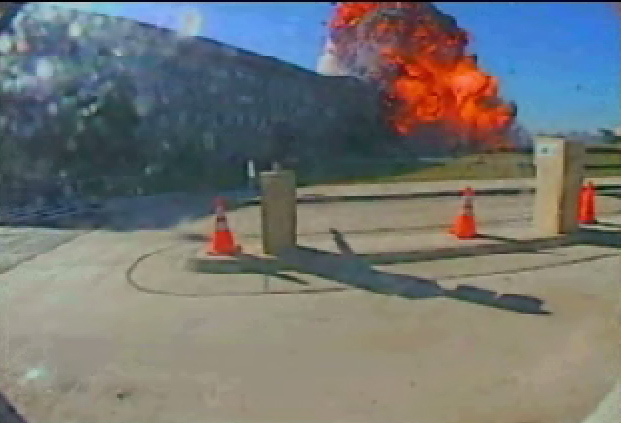
Image extraite de la vidéo de sécurité du bâtiment du Pentagone pris pour cible lors des attentats du 11 septembre 2001.

Le terrorisme est l'emploi de la terreur à des fins idéologiques, politiques ou religieuses.
Les multiples définitions du terrorisme varient sur : l'usage de la violence, les techniques utilisées, la nature du sujet (mettant à part le terrorisme d'État), l'usage de la peur, le niveau d'organisation, l'idéologie, etc. Dans nombre de définitions intervient le critère de la victime du terrorisme (civile, désarmée, innocente, attaque contre une démocratie qui aurait permis au terroriste de s'exprimer légalement).
Un grand nombre d'organisations politiques ou criminelles ont cependant recouru au terrorisme pour faire avancer leur cause ou en retirer des profits. Des partis de gauche comme de droite, des groupes nationalistes, religieux ou révolutionnaires, voire des États, ont commis des actes de terrorisme. Une constante du terrorisme est l'usage indiscriminé de la violence meurtrière à l'égard de civils dans le but de promouvoir un groupe, une cause ou un individu, ou encore de pratiquer l'extorsion à large échelle (mafias, cartels de la drogue, etc.).
En 2002, le politiste David Rapoport propose le decoupage de l'histoire du terrorisme en quatre phases: le terrorisme anarchiste entre 1880 et 1920, suivi d'une  vague anticoloniale jusqu'aux années 1960, puis un terrorisme de gauche jusqu'en 1990,et enfin un terrorisme lié à l'extrémisme religieux.
En 2013, un rapport d'Europol note que le terrorisme de gauche et anarchiste est motivé par l'antifascisme et l'antiracisme, le terrorisme de droite par la xénophobie, le terrorisme ethno-nationaliste et séparatiste par la prise de pouvoir, le terrorisme d'inspiration religieuse par le développement d'un jihadisme individuel visant à déstabiliser les pays non musulmans. Les autres formes de terrorisme concernent la défense de l'environnement ("écoterrorisme").

## Concept

### Histoire du mot

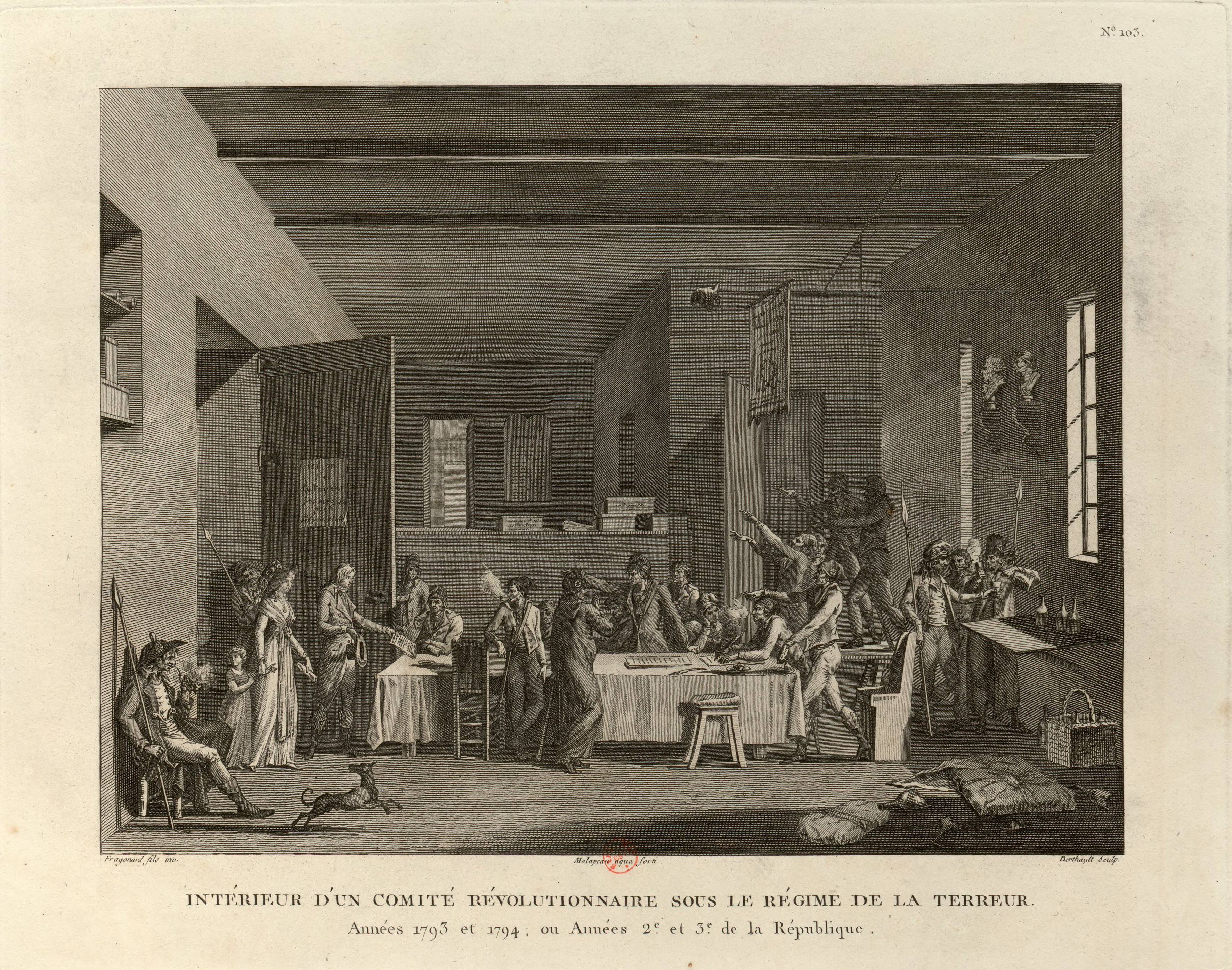
Comité révolutionnaire durant la Terreur en 1793-1794, d'après Alexandre Fragonard.

Le mot « terrorisme » est attesté pour la première fois en novembre 1794, il désigne alors la « doctrine des partisans de la Terreur »,, de ceux qui, quelque temps auparavant, avaient exercé le pouvoir en menant une lutte intense et violente contre les contre-révolutionnaires. Il s'agit alors d'un mode d'exercice du pouvoir, non d'un moyen d'action contre lui. Le mot a évolué au cours du XIXe siècle pour désigner non plus une action de l'État mais une action contre lui. Son emploi est attesté dans un sens antigouvernemental en 1866 pour l'Irlande, en 1883 pour la Russie (mouvement nihiliste), en Inde britannique (Jugantar (en)), dans les Balkans et l'Empire ottoman (l'Organisation révolutionnaire intérieure macédonienne, ORIM, qui pratique des prises d'otages d'Européens, et les comitadjilik bulgares, qui fournirent la matière d'un livre, Les comitadjis ou, Le terrorisme dans les Balkans à Albert Londres).

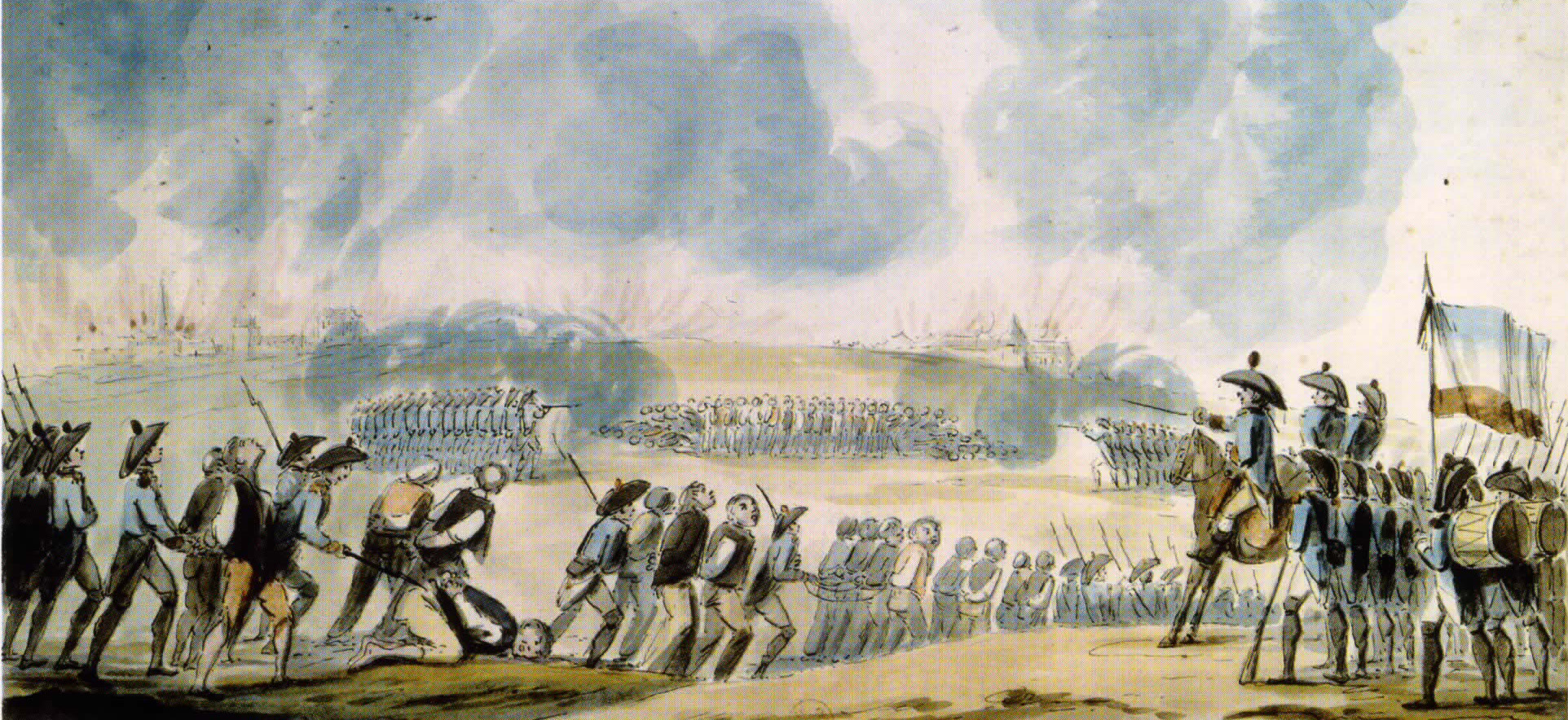
Fusillade à Nantes durant la Terreur en 1793.

Selon François-Bernard Huyghe, l'attentat de la rue Saint-Nicaise en 1800, la machine infernale du boulevard du Temple en 1835, les complots de carbonari « restent encore dans la tradition du tyrannicide »; « le terrorisme au sens moderne naît avec les médias modernes ». Celui-là, sous sa forme moderne, se répand au Moyen-Orient, avec l'assassinat du shah Nasir al-Dîn en 1896, dont la responsabilité morale est souvent attribuée, à tort ou à raison, à Djemâl ad-Dîn al-Afghâni.
Le philosophe Philippe-Joseph Salazar fait remonter le concept de terrorisme au jus terrendi, « notion qu'on trouve chez le juriste romain Pomponius et dans les Digestes de l'empereur romain d'Orient Justinien. Le jus terrendi est le droit d'inspirer au criminel une « terreur salutaire », afin de le maintenir dans le respect de la loi. La menace de l'exécution en relève, par exemple. Mais les Romains en envisagent aussi une autre acception : selon eux, l'usage de la terreur permet de chasser du territoire tous ceux qui voudraient en enfreindre les lois. En somme, le jus terrendi a une dimension éthique — la terreur comme effet dissuasif — mais aussi étatique — quand il s'agit d'imposer sa souveraineté ».
L'usage du terme « terrorisme » sert un argument généralement accusateur. À lui seul, il délégitime un acte qui peut être considéré comme le plus grave des crimes contre la personne. Les peines peuvent donc être plus sévères, comme l'emprisonnement à perpétuité ou la peine de mort. Mais à l'inverse les adeptes du terrorisme peuvent avoir un sentiment différent, par exemple en supposant que leur cause pourrait éventuellement être d'un intérêt supérieur à la violence commise. Ce terme désigne aujourd'hui les actions violentes destinées à répandre la terreur et ainsi faire pression sur un État ou sur une population (exemples: Daesh et Boko Haram). Ces actions violentes visent souvent les populations civiles, afin de détruire, tuer et mutiler, ou soumettre. Elles ont pour but de promouvoir des messages à caractère idéologique, politique ou religieux par la peur et la publicité médiatique.

### Droit colonial
Selon Joseph McQuade, l'accusation de terrorisme a été inventée par les gouverneurs au fil de l'histoire coloniale, afin de dépolitiser et de réprimer les actes de résistance autochtone en les soumettant aux institutions du droit colonial. Selon Joseph Crawford, cette caractérisation du rebelle anti-colonialiste comme un terroriste s'enracine dans des figures imaginaires cristallisées au sein du genre du roman gothique. Ce courant littéraire britannique a initié le genre de l'horreur en littérature, en réinterprétant les idées médiévales sur les monstres et les démons pour les réinventer comme des tares « naturelles » présentes chez des gens marqués biologiquement par la criminalité et le mal absolu. Ce serait en partie à partir de cette figure nouvelle de l'homme-monstre que la rhétorique de l'anti-terrorisme se serait épanouie.

### Tentatives de définition
Le terme de terrorisme est fréquemment employé en droit international et par les institutions internationales, mais il ne donne pas lieu à une définition unique et universelle,.
Certains éléments semblent faire consensus, le philosophe Jacques Derrida écrit ainsi : « Si on se réfère aux définitions courantes ou explicitement légales du terrorisme, qu’y trouve-t-on ? La référence à un crime contre la vie humaine en violation des lois (nationales ou internationales) y impliquant à la fois la distinction entre civil et militaire (les victimes du terrorisme sont supposées être civiles) et une finalité politique (influencer ou changer la politique d’un pays en terrorisant sa population) ». 
Dans le cadre d'une guerre conventionnelle, il existe en effet un cadre juridique précis, le droit de la guerre. Les actes violant le droit de la guerre sont alors qualifiés de crimes de guerre. Les notions de terrorisme et d'acte terroriste servent donc à qualifier des actes en dehors du cadre bien défini de guerre conventionnelle et du droit de la guerre, même si leur définition précise n'est pas bien établie d'un point de vue strictement juridique, ou plus exactement, même si un usage peut en être fait à des fins d'intérêts politiques. En effet, la revendication d'un usage « technique » de l'accusation de terrorisme a été faite par un ensemble de professionnels qui se sont spécialisés dans cette question et se sont dès lors posés comme des experts qu'il faut consulter pour lutter contre ce fléau qui est selon eux d'un nouveau genre.
Le terrorisme se rapproche du concept de guerre ou de guerre civile. Ces notions partagent le caractère des actes d’extrême violence, et sont motivées par des fins politiques, idéologiques ou stratégiques. Elles opposent un groupe d’individus contre un autre et ont des effets délétères dont la population est victime, délibérément ou accidentellement. Le terrorisme se différencie des guerres par le fait que les guerres produisent généralement des destructions plus importantes de par les moyens que peuvent mettre en place des États dotés d’armées puissantes. Les groupes terroristes sont généralement moins bien organisés et dotés de moyens financiers limités.
Le droit international considère différemment une guerre et des faits de terrorisme. La classification des faits n'est toutefois pas toujours évidente, certaines campagnes violentes peuvent être vues différemment ; certains experts les considéreront comme du terrorisme, comme une guerre civile, comme une insurrection, comme de l’autodéfense, comme de l’autodétermination légitime ou comme autre chose.
Pourtant, même une fois exclus les crimes de guerre, le terrorisme reste difficile à définir avec une précision satisfaisante. Une définition, proposée par le Groupe de personnalités de haut niveau et le Secrétaire général de l'ONU en 2004 est soutenue par la France : « tout acte commis dans l’intention de causer la mort ou des blessures graves à des civils ou à des non-combattants, qui a pour objet, par sa nature ou son contexte, d’intimider une population ou de contraindre un gouvernement ou une organisation internationale à accomplir un acte ou à s’abstenir de le faire ».
L'Assemblée générale des Nations unies considère le terrorisme comme suit : « Les actes criminels qui, à des fins politiques, sont conçus ou calculés pour provoquer la terreur dans le public, un groupe de personnes ou chez des particuliers sont injustifiables en toutes circonstances et quels que soient les motifs de nature politique, philosophique, idéologique, raciale, ethnique, religieuse ou autre que l’on puisse invoquer pour les justifier ».

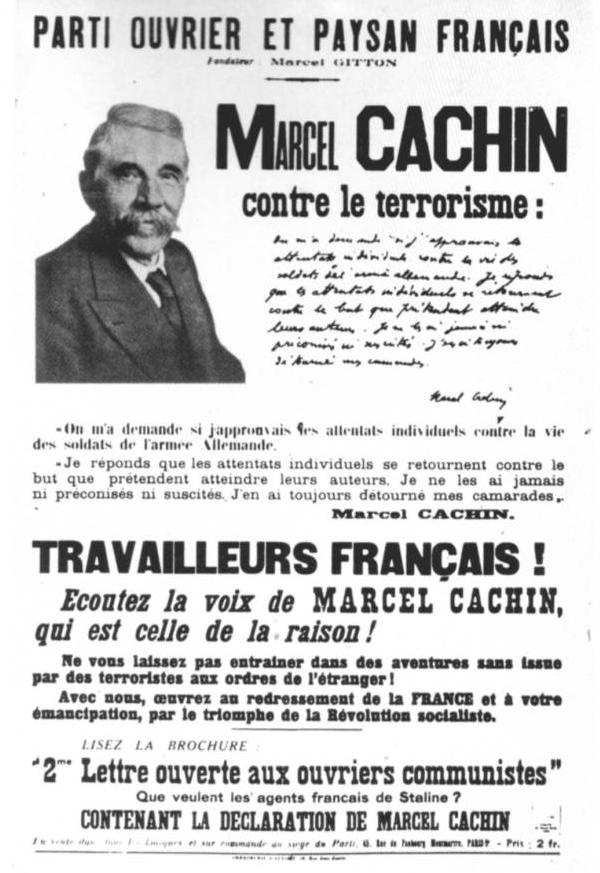
Marcel Cachin contre le terrorisme en 1941

Les actes de terrorisme sont contraires au droit de la guerre et aux droits de l'homme et de ce fait hors la loi. Tout ceci implique et renvoie à une définition de la guerre, au droit de la guerre qui impose d’épargner les civils (voir les textes du Comité international de la Croix-Rouge (CICR) qui exposent les principes du droit humanitaire, eux-mêmes dépendant du droit de la guerre, qui s’appuient sur ces principes et définitions et de même renvoient aux Droits de l'Homme. Le droit de la guerre se doit d'inclure les principes des Droits de l'Homme. L'article 33 de la quatrième Convention de Genève relative à la protection des personnes civiles en temps de guerre du 12 août 1949 précise que « Les peines collectives, de même que toute mesure d'intimidation ou de terrorisme, sont interdites. [ainsi que] le pillage… et les mesures de représailles ».
L'article 51 du Ier protocole additionnel et l’article 13 du IIe protocole additionnel aux Conventions de Genève concernant la Protection de la population civile dispose que :
1. « La population civile et les personnes civiles jouissent d'une protection générale contre les dangers résultant d'opérations militaires. En vue de rendre cette protection effective, les règles suivantes seront observées en toutes circonstances. »
2. « Ni la population civile en tant que telle ni les personnes civiles ne devront être l'objet d'attaques. Sont interdits les actes ou menaces de violence dont le but principal est de répandre la terreur parmi la population civile. »
3. « Les personnes civiles jouissent de la protection accordée par le présent Titre, sauf si elles participent directement aux hostilités et pendant la durée de cette participation »

Les conventions de l'ONU pour la répression du terrorisme donnent un cadre précis pour réprimer certains actes communément considérés comme des actes de terrorisme, tels que les détournements d'avions, les prises d'otage ou les attentats à l'explosif.

### Terrorisme et résistance
On distingue le terrorisme des actes de résistances sur des critères techniques ou tactiques :
En effet, les résistants s'attaquent à des « cibles » précises, ils détruisent des moyens militaires afin d'enrayer l'effort de guerre ennemi (par exemple : sabotage des voies ferrées ou destruction de convois, qui permettaient l'acheminement de vivres, de munitions et de carburant aux soldats allemands sur le front de l'est) ; les résistants ne tuent pas au hasard, et encore moins des civils (non-combattants). S'ils sont amenés à tuer, ils ciblent des autorités militaires ou administratives ennemies, toujours dans le but de décapiter le potentiel d'effort de guerre d'un ennemi. Les résistants peuvent également organiser l'assassinat de « collaborateurs », et cela dans le but de contrer les actions de l'ennemi.
Les différents courants durant la Seconde Guerre mondiale comme les Francs-tireurs et partisans (FTP) qui se regrouperont pour former les Forces françaises de l'intérieur (FFI) que de Gaulle organise en un front uni de résistance à l'occupant nazi et au gouvernement de Vichy, ou plus récemment en Grande-Bretagne avec la lutte de l'Irlande du Nord.

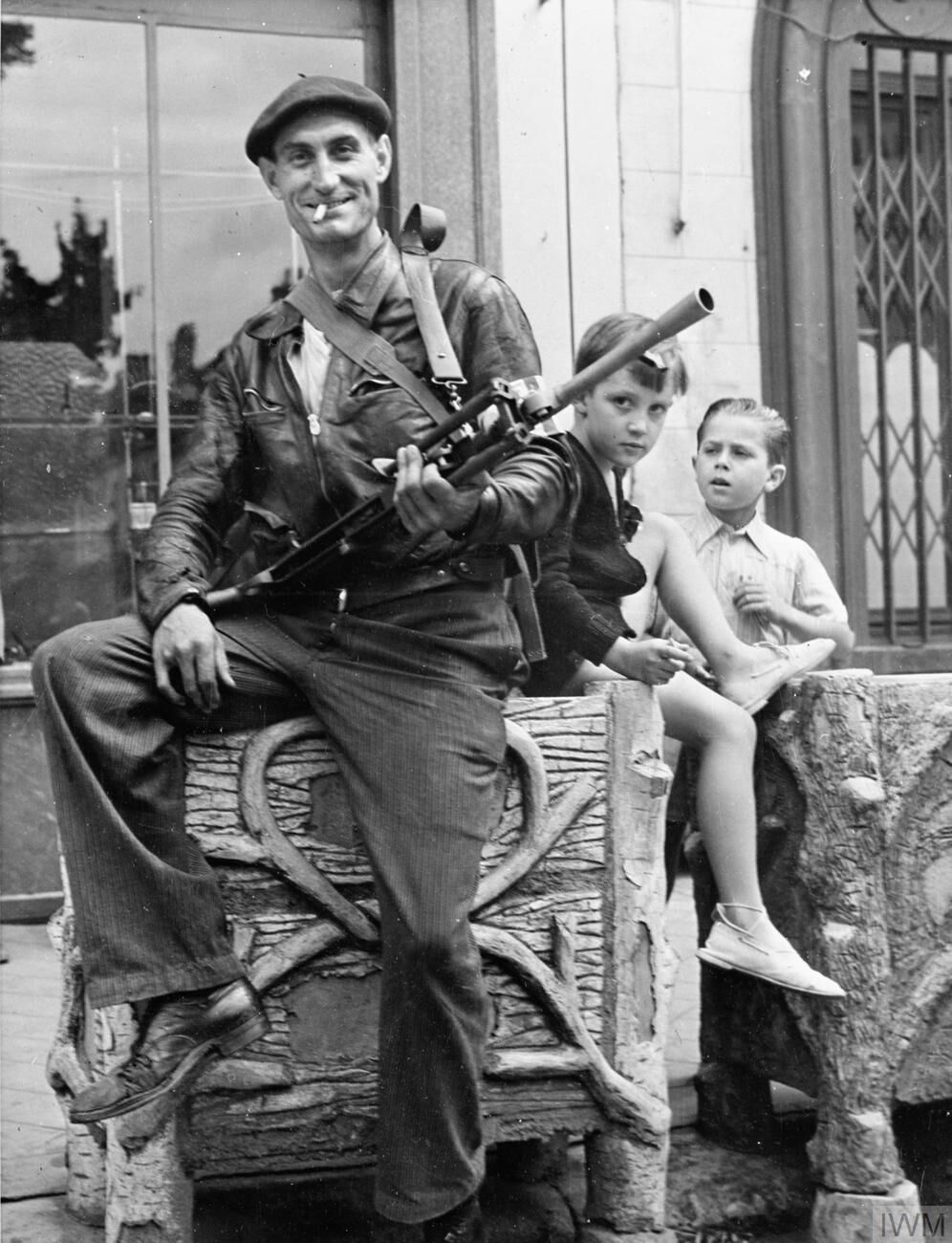
Membre des FFI à Châteaudun en 1944.

Jacques Derrida rappelle encore de manière précise que la définition du terrorisme dépend de la possibilité de distinguer différents types de guerres, d'actions armées et de combattants, conformément aux analyses de Carl Schmitt qui font référence en la matière. Il précise :

« Une lecture critique de Carl Schmitt, par exemple, serait fort utile […] pour prendre en compte, aussi loin qu’il est possible, la différence entre la guerre classique (confrontation directe et déclarée entre deux États ennemis, dans la grande tradition du droit européen), la « guerre civile » et la « guerre des partisans » (dans ses formes modernes, encore qu’elle apparaisse, Schmitt le reconnaît, dès le début du XIXe siècle). »

Il est parfois difficile de distinguer entre des actes de résistance et des actes de terrorisme car les différents termes renvoient à une forme de légitimité supposée des objectifs politiques qui justifierait en partie les actes de violence commis. La perception de cette légitimité varie largement selon les protagonistes et observateurs ce qui complique grandement l'établissement d'une définition objective et acceptée universellement de la notion de terrorisme. Un cas d'autant plus complexe qu'il fait partie de l'actualité est celui de l'Irak, où diverses tendances de l'islam sont en guerre larvée et certains groupuscules armés recourent à des actes violents contre des civils irakiens ou étrangers. Se considérant résistants à l'occupation de leur pays par les États-Unis les auteurs de ces actes prétendent trouver dans ce statut la justification de leurs actions. Si par contre on refuse d'accorder ce statut de résistant, soit par déni de l'objectif politique (ne considérant pas que l'Irak soit occupé) soit parce qu'on considère que la violence extrême utilisée dépasse toute forme de justification, on parlera alors de ces actes de violence comme d'actes de terrorisme. Ainsi, l'appellation de terroriste sous-entend une complète illégitimité de ces actions alors que la définition de résistant sous-entend une légitimité à résister à l'envahisseur.
Pour éviter le « piège » sous-jacent à ne pas faire abstraction de la légitimité ou non de l'acte et qui est rappelé par le cliché qu'« un terroriste pour l’un est un combattant de la liberté pour l’autre », une approche est de se focaliser sur les « objectifs opérationnels » et non pas sur les « objectifs politiques ». Selon M. Stohl, on sort de ce cliché en prenant en compte qu'« un individu est un terroriste quand il emploie des méthodes terroristes [et que] bien que certains puissent vouloir argumenter que des fins particulières justifient des moyens particuliers, cela ne change pas ce que sont ces moyens. » Le terme « terroriste » fait ainsi référence à un moyen tandis que « combattant de la liberté » à une « fin ». Le premier est objectif et le second subjectif.

## Les différents types de terrorisme
Il existe quatre grands types de terrorisme :
- le terrorisme individuel, provoqué par des rebelles, des anarchistes, ou des nihilistes (admettant une liberté morale),
- le terrorisme organisé, prôné par des groupes défendant des idéologies différentes (ex. : extrême gauche, extrême droite…),
- le terrorisme d'État,
- le cyberterrorisme.

Selon le criminologue Maurice Cusson, ces différents types de terrorisme sont motivés par quatre éléments:
- la haine vengeresse (la haine débouche sur la détermination de venger les exactions dont les ennemis seraient responsables),
- la dissuasion (pour que la population terrorisée fasse pression sur son gouvernement),
- la propagande (pour frapper les esprits),
- la provocation (pour pousser un gouvernement à surréagir).

### Terrorisme individuel
Le terrorisme individuel est une pratique qui s'est développée à la fin du XIXe siècle et au début du XXe siècle. Ce terrorisme a été pratiqué par quelques anarchistes comme Ravachol vengeant la Répression de Fourmies en 1891 et Sante Geronimo Caserio vengeant la répression exercée sur les anarchistes en assassinant en 1894 le président Sadi Carnot. Les États-Unis ont connu une vague d'attentats anarchistes pendant la Peur rouge de 1919-1920. Des attentats d'inspiration anarchiste ou nihiliste ont été commis dans divers pays (Russie, Espagne, Italie, etc.).
Les attentats des nihilistes ou des anarchistes visaient des personnalités de la sphère politique ou proche (le riche, le militaire, le prêtre, le policier, l'homme politique, etc.) ayant participé à réprimer la population ou l'un de leurs camarades. L'idée étant qu'une fois supprimés les acteurs de cette répression, celle-ci s'estomperait en raison de la peur des autres acteurs de la sphère politique répressive. Ce terrorisme avait un caractère spontané et une base sociale.

### Terrorisme organisé
Lorsqu'il est pratiqué par un groupe de personnes ne représentant pas un gouvernement, on le nomme simplement terrorisme. Dans les années 1960 et 1970, le terrorisme d'extrême gauche et d'extrême droite était le plus important, ayant des buts politiques différents, menant à une lutte directe ou indirecte avec l'État, dans le but (pour l'extrême gauche) de radicaliser politiquement la société vers des questions sociales, ou (pour l'extrême droite) d'imposer le débat nationaliste et/ou, dans une stratégie de tension, de créer une situation amenant l'État à faire descendre la police ou l'armée dans les rues.
Le type de terrorisme d'extrême gauche est souvent appelé lutte armée par ceux qui le pratiquent. Les membres des groupes terroristes s'appellent eux-mêmes généralement des résistants — ou des combattants, des partisans —, car ils considèrent qu'ils résistent à l'oppression du pouvoir politique en place, où qu'ils mènent des actions de libération, qu'ils comparent à celles menées par les Résistants à l'occupation nazie en Europe durant la Seconde Guerre mondiale.
Les terroristes se réclamant de l'islamisme se considèrent quant à eux comme des combattants de Dieu, menant une guerre sainte (traduction littérale qui ne fait référence qu'à la lutte physique incluse dans le terme Jihad, terme possédant d'autres significations). Depuis les années 1990, le terrorisme islamiste a pris une place croissante sur la scène internationale. Ses auteurs le justifient notamment comme une réponse apportée à la situation politique en Israël-Palestine et en Irak à la suite de l'intervention américaine[réf. nécessaire]. Cependant, il a touché aussi bien des pays comme l'Algérie, l'Égypte, l'Indonésie, etc., où il n'y a pas de troupes occidentales et où il est difficile de parler de domination impérialiste. Dans ce cas là, son objectif est tout autre : c'est une démonstration de force contre des États où le pouvoir religieux extrémiste tente de renverser les gouvernements.
Entre 1954 et 1962, en Algérie, le FLN met en place une stratégie de terreur vis-à-vis de la population civile tant musulmane que non-musulmane,,,.
L'OAS, créée chez les Français d'Algérie au début des années 1960, mène une stratégie de terreur contre les musulmans supposés favorables au FLN. Elle essaie ensuite d'exporter la violence en métropole, contre les représentations du FLN et du PCF, puis contre le pouvoir gaullien, accusé de trahison. Aux États-Unis d'Amérique, le Ku Klux Klan mène un terrorisme constant contre la population noire jusque dans les années 1960, ou bien dans d'autres groupements comme les auteurs des attentats des jeux d'Atlanta.

### Terrorisme d'État

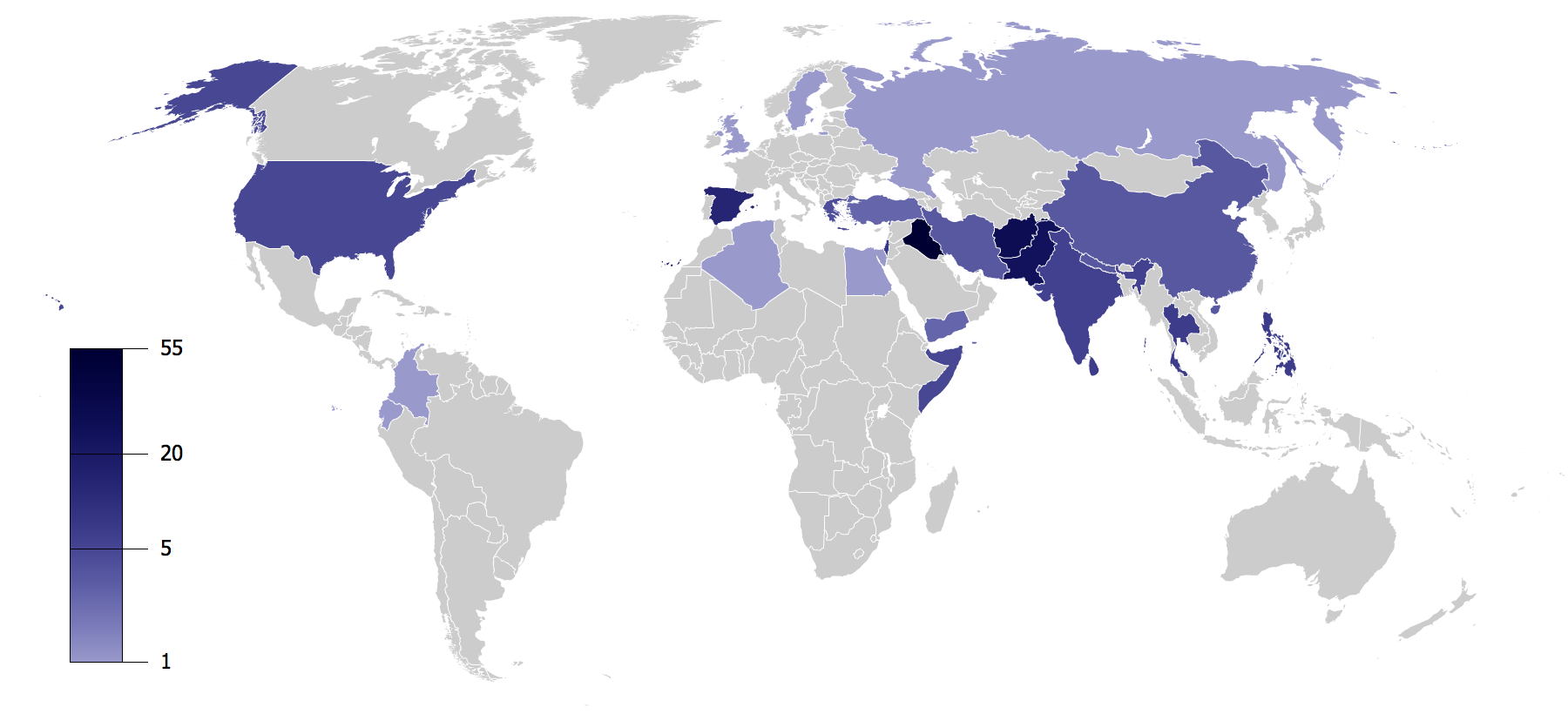
Nombre d'incidents relevant du terrorisme entre janvier et juin 2009.

#### Définition
Le Terrorisme d'État est une notion controversée, utilisée pour désigner des « actes terroristes » menés par un État. On parle également de terrorisme d'État dans le cas où des actions terroristes ont été commanditées, manipulées ou complaisamment ignorées par un État (ex. pas de mesure pour l'arrêter)[réf. souhaitée]. Le but recherché est strictement le même que celui du terrorisme organisé à savoir l'emploi de la terreur mais sous couvert de la raison d'État. Les agents de l'État impliqués bénéficient de la part de ses autorités de l'assentiment nécessaire à outrepasser le droit et du soutien logistique et/ou financier nécessaire à leurs actions. Cette absence de cadre légal représente donc une entorse aux fondements de l'état de droit, quels que soient les objectifs recherchés.

#### Exemples d'accusation à travers l'histoire
Le noyautage d'organisations contestataires par des agents aux ordres directs du pouvoir permet d'en manipuler les actes à des fin d'auto-discréditation, tout comme la fausse revendication d'attentats, accréditant ces derniers à des groupes non directement impliqués. Le réseau stay-behind mis en place par les États-Unis en Europe après-guerre est suspecté d'avoir servi à des opérations false flag (voir Gladio en Italie par exemple).
- URSS et Italie : Dans les années 1930, les services secrets soviétiques et italiens ont ainsi éliminé plusieurs de leurs opposants réfugiés à l'étranger ; par exemple, Ramón Mercader, un des exécuteurs travaillant pour le NKVD, a assassiné Léon Trotski et aurait tué une vingtaine de ses partisans[36].
- États-Unis : le financement des Contras au Nicaragua par la CIA dès 1981.
- L'Espagne : Les services de l'État Espagnol ont conduit une « guerre sale » à l'encontre du groupe armé nationaliste basque ETA. Les Groupes antiterroristes de libération (GAL) furent impliqués dans l'élimination physique de 37 personnes considérées comme appartenant ou soutenant l'ETA. L'affaire impliqua le gouvernement espagnol de Felipe González (PSOE) dont le ministre de l'intérieur José Barrionuevo et d'autres responsables furent finalement jugés et reconnus coupables dans le cadre de l'affaire « Marey » (du nom d'un citoyen franco-espagnol séquestré par erreur par les GAL). En dépit de cette décision initiale, ces commanditaires d'actions terroristes bénéficièrent d'une relative clémence de l'appareil judiciaire, comparativement aux membres de l'ETA qui arrivent en fin de peine initiale et dont la justice espagnole cherche actuellement à prolonger les condamnations.
- France : Pendant la guerre d'Algérie, les services français en tant que la Main Rouge ont mené plusieurs centaines d'« actions homicides » contre des responsables du FLN et de l'OAS et contre leurs fournisseurs d'armes. Les services secrets français ont également participé au dynamitage du bateau contre l'organisation Greenpeace en Nouvelle-Zélande en 1984
- Israël : À la suite des opérations militaires israéliennes de juillet-août 2014 menées dans la bande de Gaza, qui ont causé plus de 2 000 morts dont une grande majorité de civils selon le décompte de l'ONU[37], la Bolivie a classé Israël comme « État terroriste » afin de protester contre cette guerre[38]. L'accusation est renouvelée pendant la guerre de Gaza depuis 2023, qui fait des dizaines de milliers de morts dont une grande majorité de civils, entrainant une accusation de terrorisme notamment de la part du Pape François[39].

L'expression « terrorisme d'État » est parfois utilisée pour décrire des agressions ouvertement commises par un État contre un groupe particulier. La terreur à la source du « terrorisme d'État » (des faits) peut aussi relever du « crime contre l'humanité » (un jugement).
Après les indépendances, des dictatures comme celle de Saddam Hussein en Irak, de Mouammar Kadhafi en Libye, du régime de la Corée du Nord ont aussi pratiqué la liquidation de leurs opposants à l'étranger.

### Terrorisme politique

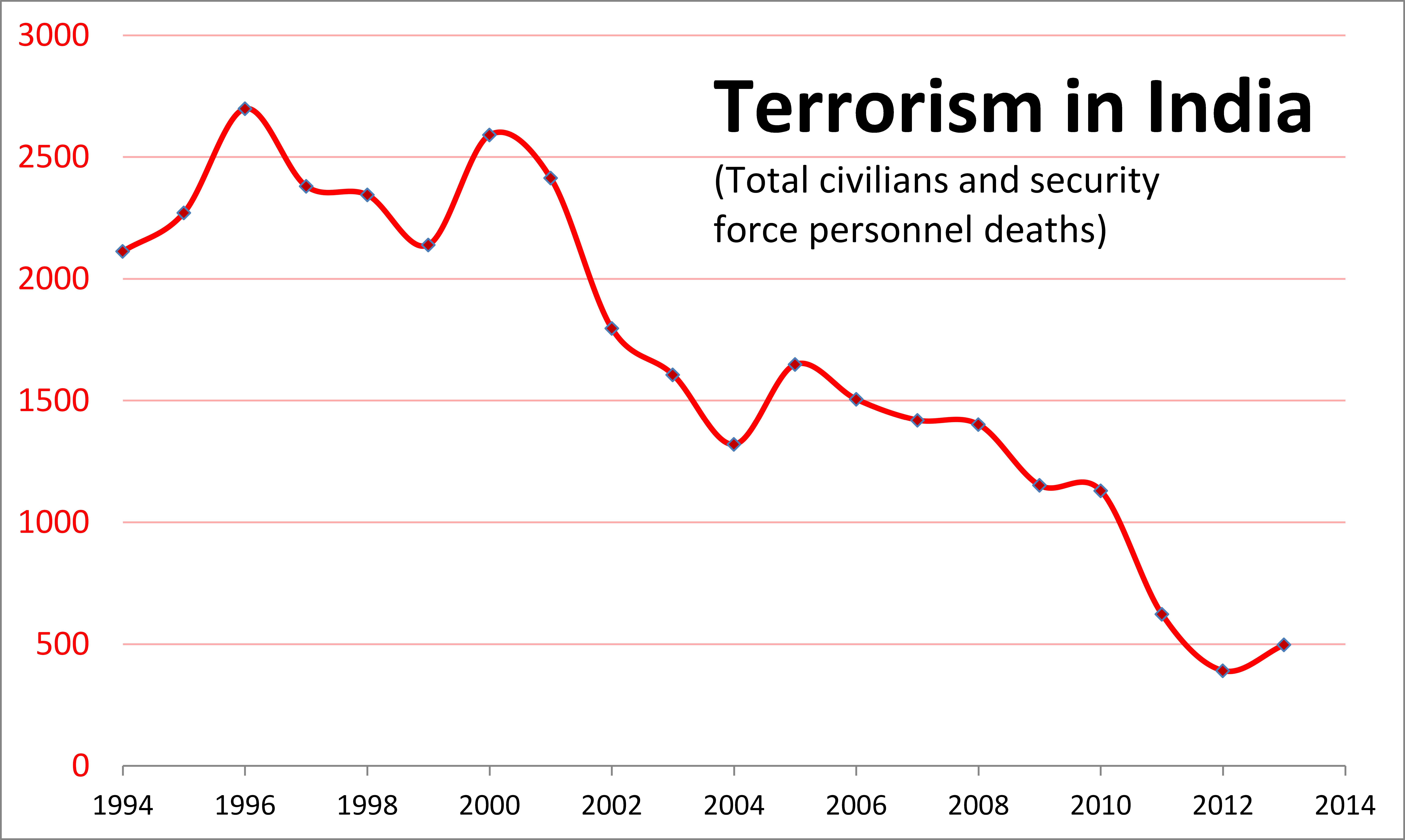
Nombre de victimes du terrorisme en Inde entre 1994 et 2013

Phénomène multiséculaire, ce type de terrorisme remonte aux premières formations politiques et fut dénommé, suivant l'époque, tyrannicide ou régicide. Les premières formes de ce terrorisme apparaissent chez Harmodios et Aristogiton à Athènes au Ve siècle av. J.-C., chez Brutus et Cassius à Rome au Ier siècle av. J.-C. ou chez les Sicaires en Judée au Ier siècle.

### Terrorisme à caractère religieux

#### Terrorisme chrétien
Le terrorisme chrétien est l'ensemble des activités considérées comme terroristes et entreprises par des personnes ou des groupes qui expriment des motivations liées au christianisme il est très souvent lié au terrorisme d'extrême droite et au suprémacisme blanc. Il se fonde souvent sur une lecture soit raciste, soit intégriste de la Bible. À la fin du XXe siècle, il est représenté par exemple par l'attentat du cinéma Saint-Michel à Paris en 1988, par l'attentat d'Oklahoma City en 1995 ou par l'attentat du parc du Centenaire. Au XXIe siècle, on peut indirectement citer les attentats d'Oslo et d'Utøya en 2011 et l'attentat de Christchurch en 2019 dont les auteurs se réclamaient du christianisme.

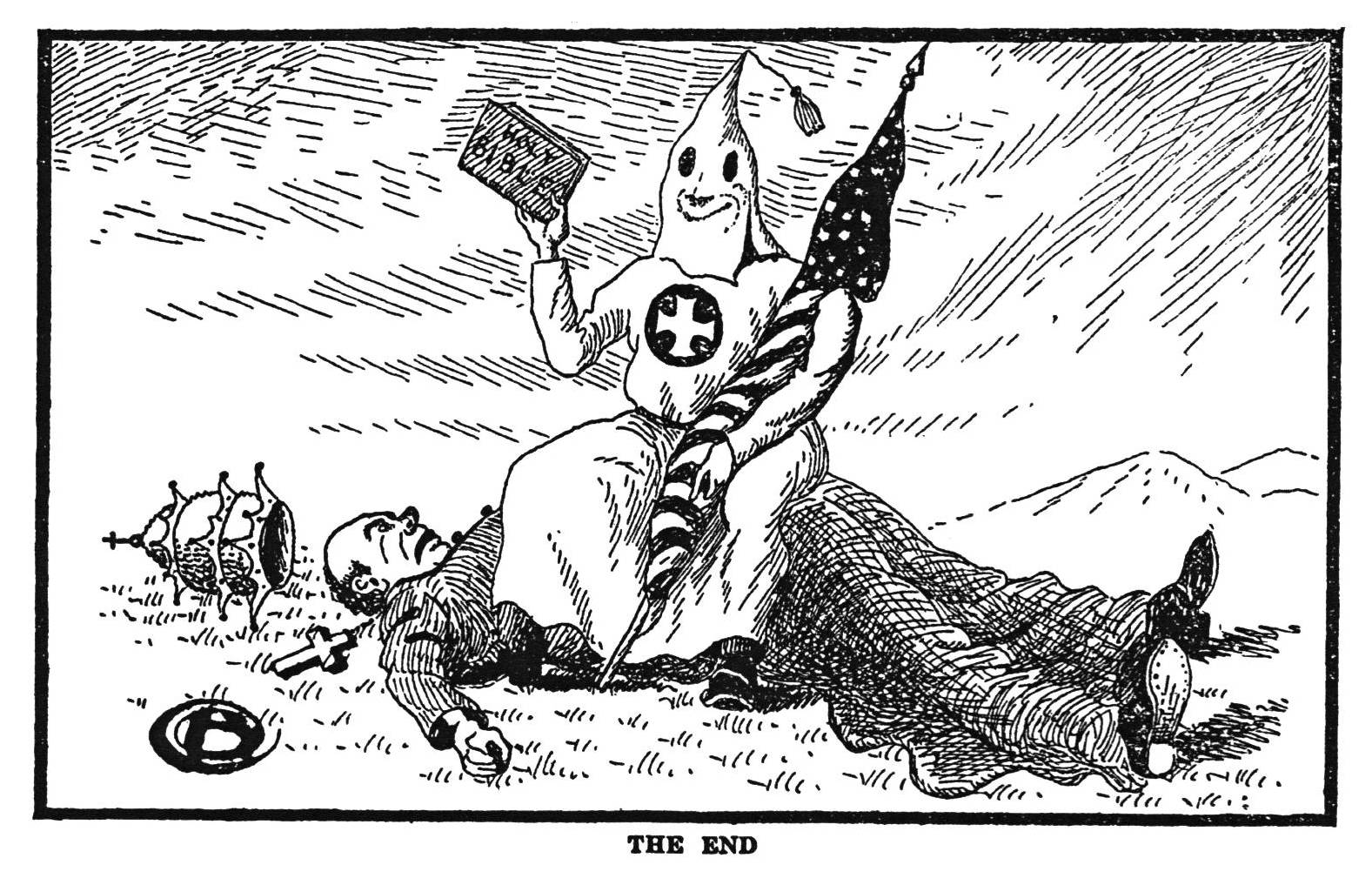
Illustration de l'ouvrage Klansmen : Guardians of Liberty (1926) où le Klan triomphe du pape et de l'influence catholique aux États-Unis.

Initialement dirigé contre les anciens esclaves récemment libérés, le Ku Klux Klan se réoriente dans les années 1910 vers un terrorisme qui se veut à la fois chrétien fondamentaliste et anticatholique, mais aussi antiprotestant en ce qui concerne les dénominations traditionnelles, antisémite et, d'une manière générale, xénophobe et violemment hostile aux minorités ethniques.

#### Terrorisme islamiste
Le terrorisme islamiste, terrorisme djihadiste ou terrorisme islamique,, fait référence aux attentats et aux autres actions de terrorisme commis par les membres ou sympathisants de mouvements islamistes.
L'objectif visé par le terrorisme islamiste est la promotion d'une vision religieuse radicale du monde. Les organisations qui y recourent le perçoivent comme un commandement divin,,.
Bien que dans sa définition religieuse le djihad ne soit pas spécialement lié à la politique ni à la violence, depuis la fin du XXe siècle, il est étroitement associé à une violence de nature politique exercée en son nom, dans le but de « contraindre [des États, des populations] à un retour aux lois de Dieu et à la société prophétique de l’islam originel [et] à épurer l’ordre politique en place ». Le terrorisme islamiste est ainsi devenu un des facteurs les plus structurants de la géopolitique du Moyen-Orient au XXIe siècle.
Des organisations comme al-Qaïda et Daesh se positionnent clairement dans le contexte islamique et revendiquent de pratiquer le djihad bien que leurs actions soient condamnées par des autorités religieuses musulmanes,,,.
Plusieurs organisations islamistes comme le Hamas et le Hezbollah sont considérées comme terroristes mais qualifient leurs opérations de « résistance » contre « une force d'occupation ». L'organisation terroriste de l'État Islamique (Daech) perpètre également des attaques djihadistes et se réclame du salafisme djihadiste. Son objectif est le rétablissement du califat des Abbassides, c'est-à-dire un État musulman s'étendant de l'Afrique du Nord à l'Asie centrale.
Les attentats du 11 septembre 2001 perpétrés par al-Qaïda et qui ont fait près de 3 000 morts sont présentés comme l'événement emblématique initial du terrorisme islamiste. D'autres villes et régions du monde sont également durement touchées par le terrorisme islamiste, comme Paris en novembre 2015, le Sri Lanka en avril 2019, ou Israel en octobre 2023.
En 2019, le journal allemand die Welt am Sonntag évalue le nombre d'attentats islamistes dans le monde depuis 2001 au nombre de 31 221 et le nombre des victimes de ces attentats à au moins 146 811 personnes. Le journal rappelle que paradoxalement, la plus grande partie des victimes de ces attentats sont des musulmans. La Fondation pour l'innovation politique estime pour sa part qu’entre 1979 et 2019, au moins 33 769 attentats islamistes ont eu lieu dans le monde. Ils ont provoqué la mort d’au moins 167 096 personnes. Ces attaques représentent 18,8 % de la totalité des attentats commis dans le monde, mais sont responsables de 39,1 % des vies perdues à cause du terrorisme ; il note une intensification de cette violence et que la période la plus meurtrière est celle à partir de 2010 : à partir de 2013, selon lui, l’islamisme est devenu la cause principale (63,4 %) des morts par terrorisme dans le monde.
En 2024, 43 émiratis ont été condamnés à la prison à vie pour terrorisme aux ÉAU. Le procès a fait face à des critiques généralisées de la part des experts des Nations Unies et des ONG des droits de l'homme, qui a accusé le pays de réprimer les dissidents. Selon Human Rights Watch et Amnesty International, la plupart des accusés avaient déjà été emprisonnés depuis plus de dix ans après leur condamnation lors du procès « ÉAU 94» en 2013, qui impliquait 94 personnes qui auraient été liées aux Frères musulmans,.
En 2025, selon l'ONU les groupes terroristes tels que Al-Qaïda, État islamique, Boko Haram ou encore Al-Shabaab sont reconnus par l'organisme comme représentant une menace significative pour la stabilité et la sécurité en Afrique. Toujours d'après l'ONU, près de 60% de tous les décès liés au terrorisme dans le monde se produisent en Afrique subsaharienne (Sahel). Dans cette région qui ferait office « d'épicentre » des activités terroristes en Afrique, le Burkina Faso semble être le pays le plus touché par cette menace.

### Terrorisme économique
Le concept de terrorisme économique est controversé et le plus souvent utilisé de façon polémique ou démagogique pour associer le terme « terrorisme » à un pays, une entreprise ou un groupe accusé de pratiques abusives.
Il est néanmoins également utilisé de façon plus strictement définie pour désigner une tentative de déstabilisation économique par un groupe. Plus précisément, le Centre de politique de sécurité de Genève a défini en 2005 le terrorisme économique de la façon suivante :

« Contrairement à la "guerre économique", qui est menée par des États contre d'autres États, le "terrorisme économique" serait mené par des entités transnationales ou non-gouvernementales. Elle supposerait des actions variées, coordonnées et sophistiquées, ou des actes massifs de déstabilisation pour désorganiser la stabilité économique et financière d'un État, d'un groupe d'États ou d'une société (telle une société occidentale à l'économie de marché) pour des motifs idéologiques ou religieux. Ces actions, si menées, pourraient être violentes ou non. Elles pourraient avoir des effets immédiats ou infliger des effets psychologiques qui à leur tour peuvent avoir des conséquences économiques. »

### Cyberterrorisme

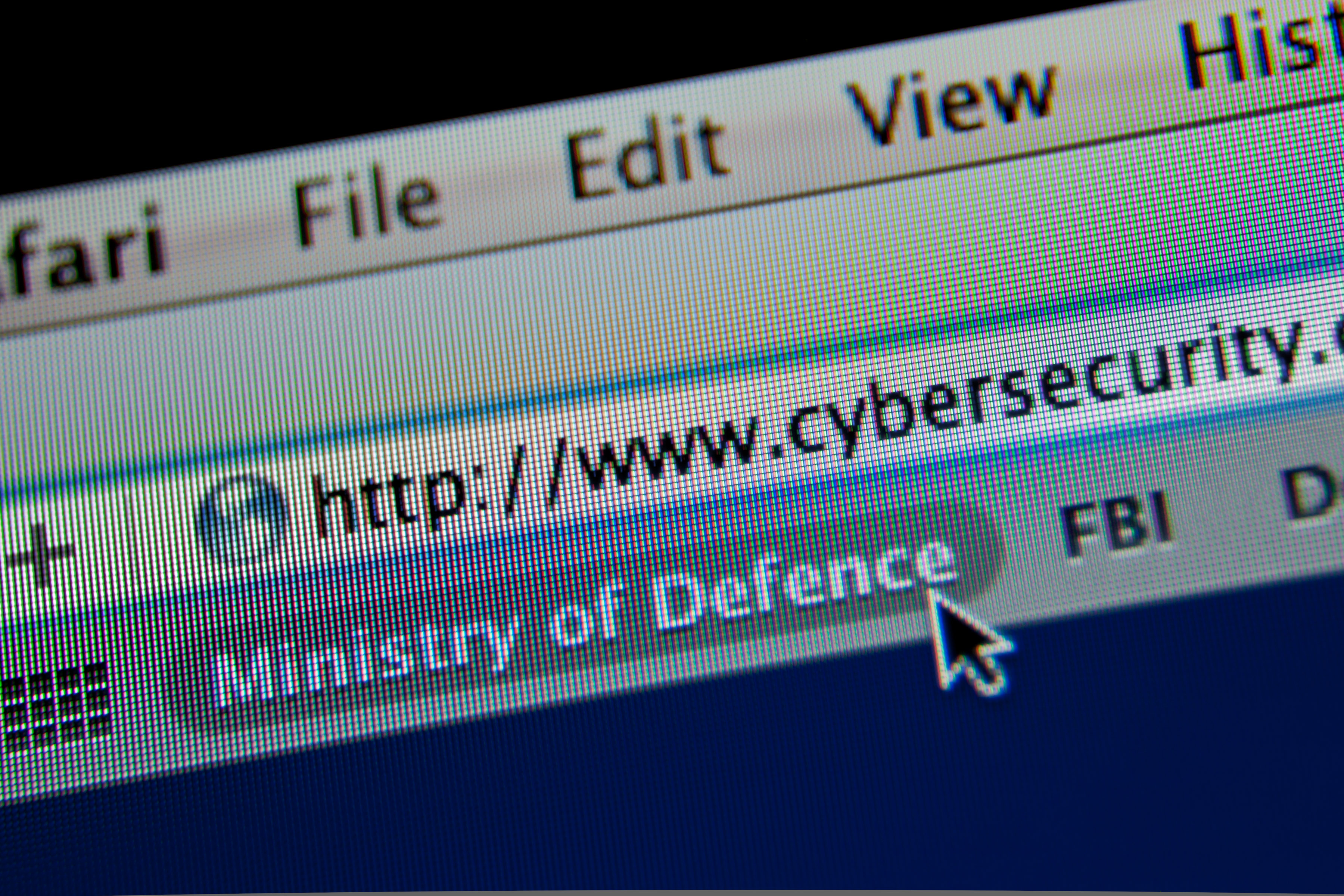
Contre le cyberterrorisme, la cybersécurité américaine

L'influence de plus en plus grande des réseaux informatiques dans l'activité des populations et des États et leur dégradation par des « cyberattaques » a fait naître l'idée d'un possible « cyberterrorisme ».
En avril 2007, le déplacement d'une statue à Tallinn, capitale de l'Estonie, provoque une émeute d'un millier de jeunes issus de la minorité russophone. L'émeute sera suivie au cours du mois de mai par une attaque par déni de service des principaux sites de l'administration estonienne, de banques et de journaux estoniens vraisemblablement par des pirates au service du gouvernement russe. Moscou dément formellement toute implication du gouvernement et du principal service secret, le FSB.
Le conflit qui oppose l'Inde et le Pakistan se reporte régulièrement sur Internet depuis 2001, et se manifeste par des défacements de sites Internet et par la diffusion de virus informatiques.
Le National Center for Digital Intrusion Response (NCDIR) a été fondé en 2007 par le FBI avec un budget de soutien de 3 millions de dollars pour traiter le problème de la cybercriminalité. L'objectif est de protéger la cyberinfrastructure des États-Unis

## Exemples de terrorisme

### Terrorisme d'État
- Dépôts de mines dans les ports et organisation d'une lutte armée de para-militaires ("Contras") par les États-Unis au Nicaragua entre 1982 et 1988.
- Selon leurs détracteurs, les différents gouvernements colombiens ont souvent recours au terrorisme d'État. Ainsi, dans les années 1980, entre 3 000[72] et 5 000[73] militants de l'Union patriotique ont été assassinés. Cette force de gauche regroupait entre autres des membres des FARC, guérilla alors engagée dans un processus de cessez-le-feu et de négociation avec le gouvernement.
- L’attentat de Lockerbie organisé par la Jamahiriya arabe libyenne contre un vol intercontinental et qui causa la mort de 270 personnes en 1988.
- L’attentat contre le vol 772 UTA Brazzaville-Paris organisé par la Jamahiriya arabe libyenne et qui cause la mort de 170 personnes en 1989[74].

### Terrorisme politique

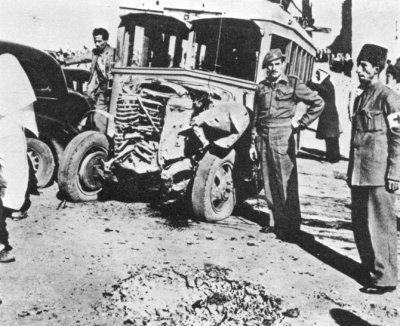
Après une bombe placée par l'Irgoun, décembre 1947

- Attentats de la Cagoule en septembre 1937 à Paris
- Attentats de l'Irgoun contre des civils arabes (années 1930) puis contre les forces britanniques (années 1940)
- Attentats et assassinats de la Fraction armée rouge en Allemagne de 1968 à 1998
- Attentat de la piazza Fontana, en décembre 1969 (mis sur le dos des Brigades Rouges, il s'agissait en fait d'un attentat d'un réseau d'extrême droite dans le cadre de la stratégie de la tension ; voir aussi l'attentat de Bologne de 1980)
- Attentats des Brigades rouges en Italie à partir de 1970Extraction d'un bus après une attaque près de Hamat Gader, v. 1969

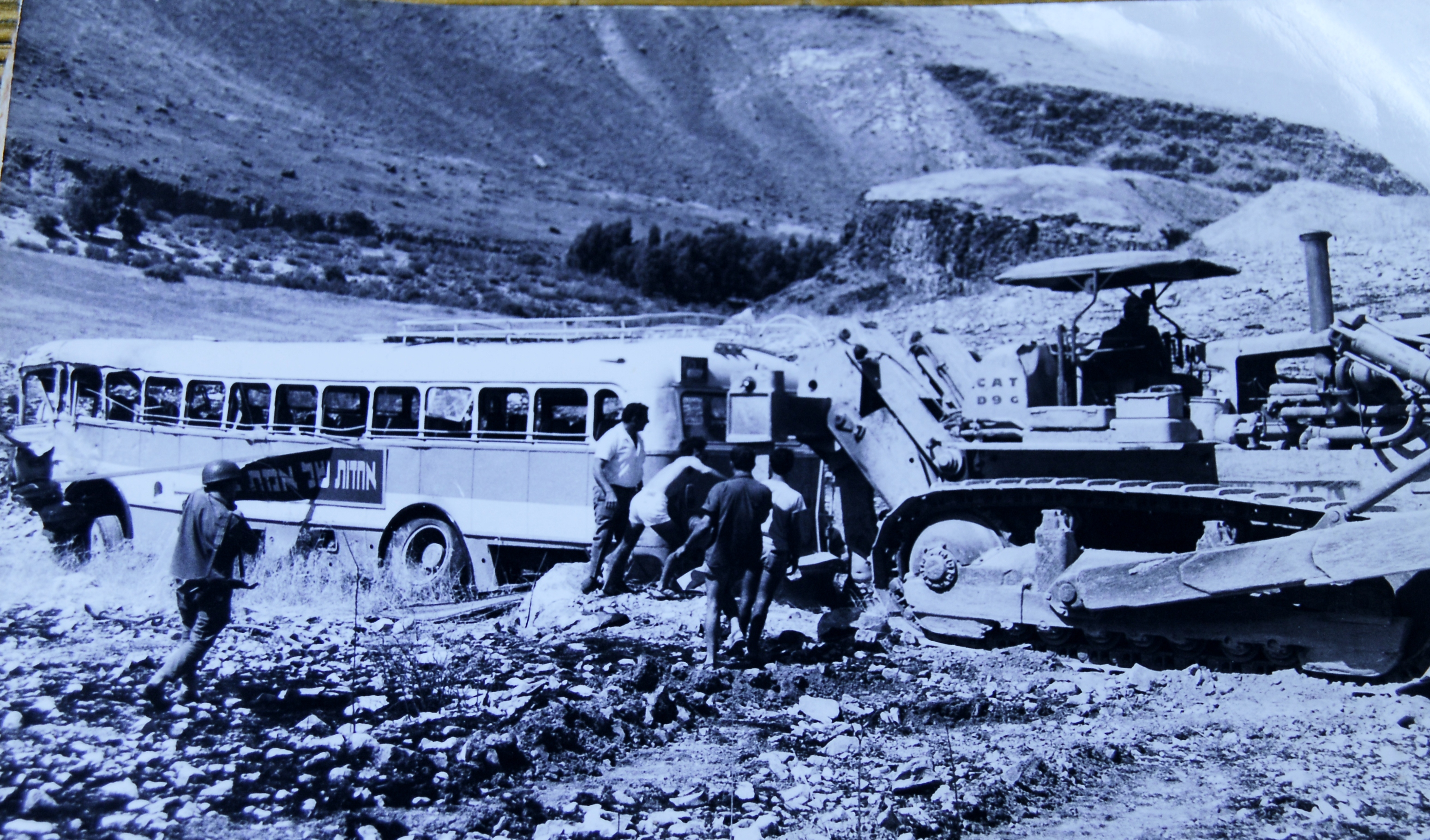
Extraction d'un bus après une attaque près de Hamat Gader, v. 1969

- Attentat à la bombe par le Front populaire de libération de la Palestine le 21 février 1970 sur un vol Swissair Zurich - Tel Aviv (initialement destiné à un vol d'El Al) : 47 occupants de l'appareil tués
- Assassinat lors de la crise d'Octobre 1970 au Québec par le Front de libération du Québec
- Mitraillage à l'aéroport de Lod en Israël par trois terroristes de l'Armée rouge japonaise au nom du Front Populaire de La Palestine (FPLP), le 30 mai 1972 : 26 morts et 80 blessés
- Nombreux attentats et exécutions lors de l'Opération Condor en Amérique du Sud, aux États-Unis et en Europe, organisés par la DIna, la CIA et diverses services spéciaux d'États sud-américains, visant à éliminer des hommes politiques et militants de gauche, dans les années 1970
- Prise d'otages et massacre des athlètes israéliens aux Jeux olympiques de Munich, en septembre 1972, par les fedayin de Septembre noir : 11 athlètes israéliens tués
- Massacre de Ma'alot en Israël, le 15 mai 1974 par des fedayin libanais : 33 personnes tuées dont 22 enfants
- Attentat contre Orlando Letellier perpétré par des agents de Pinochet à Washington en 1976.Logo d'Action Directe

Logo d'Action Directe

- Détournement le 13 octobre 1977 d'un Boeing de la Lufthansa par le Palestinien Wadie Haddad, assaut réussi du GSG 9 pour libérer les otages
- Massacre de la route côtière des passagers d'un bus en Israël, le 11 mars 1978, planifié par Abou Jihad et perpétré par des fedayin libanais : 38 civils tués (dont 13 enfants) et 71 personnes blessées
- Attentat du 20 mai 1978 à Orly devant la zone d'embarquement d'un vol d'El Al Paris-Tel Aviv, revendiqué par les Fils du sud Liban du FPLP : 2 morts et 5 blessés
- Attentats, assassinats et menaces de mort par le groupe nationaliste Honneur de la Police en 1979 en France
- Attentats d'Action directe en France entre 1979 et 1987
- Prise d'otages de l'ambassade iranienne à Londres le 5 mai 1980. Elle se solde par la mort de cinq des terroristes et la libération de 19 otages
- Attentat de la gare de Bologne, le 2 août 1980 : 85 tués et 200 blessés
- Attentats des Cellules communistes combattantes en Belgique entre 1983 et 1985
- Attentat du 15 juillet 1983 à Orly par une branche syrienne de l'Armée secrète arménienne de libération de l'Arménie (ASALA) devant le comptoir d'enregistrement de la compagnie aérienne Turkish Airlines : 8 tués et 56 blessés
- Mort d'Alfred Herrhausen, président de la Deutsche Bank, dans l'explosion de sa voiture le 30 novembre 1989, revendiquée par la Fraction armée rouge
- Détournement du vol AF 8969 en provenance d'Alger, en décembre 1994
- Attentats du GIA en Algérie entre 1992 et 1999
- Attentats islamistes au Liban contre le Hezbollah
- Attentats-suicides du Hamas en Israël entre 1993 et 2005, puis se limitant à lancer des roquettes et des missiles sur les villes du sud du pays à partir de 2006
- Attentat-suicide à la discothèque Dolphinarium le 1er juin 2001 à Tel Aviv (Israël) : 21 morts (dont 16 adolescents) et 120 blessés
- Attentats des Brigades des martyrs d'Al-Aqsa de 2001 à 2006 majoritairement contre des civils israéliens : 126 morts
- Attentat dans le centre commercial Neve Shaanan à Tel Aviv, le 5 janvier 2003 : 23 morts
- Attentat au restaurant Maxim à Haïfa (Israël), le 4 octobre 2003 : 19 morts.
- Attentat à la voiture piégée au Liban contre Rafiq Hariri en février 2005
- Attentat à la voiture piégée au Pakistan contre Benazir Bhutto en décembre 2007

### Terrorisme à caractère religieux
- Attentat de la rue des Rosiers à Paris en 1982, pour un bilan de six morts et 22 blessés
- Vague d'attentats commis par l'Iran du groupe tunisien Fouad Ali Saleh dans des espaces publics à Paris et en France, en 1985-1986, causant treize morts et blessant 350 personnes. La dernière bombe de cette série explosa devant le magasin Tati, rue de Rennes à Paris (sept morts et 55 blessés).
- Série d'attentats contre le film La Dernière Tentation du Christ, culminant avec l'incendie de l'Espace Saint-Michel par un groupe intégriste catholique en 1988
- Attentat au gaz sarin dans le métro de Tokyo par la secte bouddhiste Aum Shinrikyō en 1995, tuant treize personnes et faisant plus de 6 300 blessés
- Vague d'attentats commis en France en 1995 par les membres du Groupe islamique armé (GIA)
- Attentat du groupe islamique Jamaa Islamiya à Louxor en 1997: 62 morts
- Attentats du 11 septembre 2001 contre le World Trade Center et le Pentagone par les djihadistes d'Al-Qaïda, causant 2 977 morts
- Attentat contre la synagogue de Djerba en Tunisie en 2002 par des membres d'Al-Qaïda, ayant tué 19 personnes et blessé 30 personnes
- Attentats de Bali en octobre 2002 par des membres de Jemaah Islamiyah et d'Al-Qaïda : plus de deux cents morts
- Attentat au restaurant du Park Hotel à Netanya (Israël), le 27 mars 2002 par un membre des Brigades Izz al-Din al-Qassam du Hamas, lors de la célébration de la Pâque juive : 30 civils tués et 143 blessés
- Attentats de Casablanca (Maroc) du 16 mai 2003, par des terroristes originaires du bidonville Sidi Moumen, faisant dans un hôtel-restaurant pour touristes, un cimetière juif, un centre social hébraïque (AIU), une pizzeria tenue par un Juif et près du consulat de Belgique, 45 victimes et une centaine de blessés
- Attentats de Madrid (Espagne) du 11 mars 2004, par des islamistes radicaux, pour un bilan de deux cents personnes tuées et 1 900 blessées
- Attentats de Londres du 7 juillet 2005, commis par des terroristes islamistes britanniques et des ressortissants pakistanais, égyptien et syrien : 56 morts et 700 blessés
- Attentats de Charm el-Cheikh du 23 juillet 2005, en Égypte, revendiqués successivement par le groupe Al-Qaïda au pays du Levant et en Égypte, par le groupe les Mujadines d'Égypte et par le mouvement Groupe Taouhid et Djihad en Égypte : 88 morts et plus de 200 blessés
- Attentats islamistes du 1er octobre 2005 à Bali, par l'organisation islamiste Jemaah Islamiyah proche d'Al-Qaida : 26 morts et plus d'une centaine blessées
- Attentat à la yeshiva Merkaz Harav à Jérusalem, le 6 mars 2008, par un Arabe israélien membre du Hamas : huit étudiants tués et dix blessés
- Attaques à Bombay du 26 au 29 novembre 2008 (dix attaques), par des militants islamistes entrainés au Pakistan : 188 morts dont au moins 26 ressortissants étrangers et 312 blessés.
- Attentats de la guerre d'Irak, qui traduisent majoritairement des violences entre sunnites et chiites
- Vague d’attentats commis en janvier 2015 en France, commis par des islamistes français, où vingt personnes trouvent la mort, dont les dessinateurs Georges Wolinski, Cabu, Tignous et Charb, et l'économiste Bernard Maris, et 18 sont blessées
- Attentats du 7 janvier 2015 à Paris par les frères Kouachi : douze tués, plusieurs blessés
- Attentat du musée du Bardo, en mars 2015 en Tunisie, revendiqué par l'État islamique, où 24 personnes, de plus de treize nationalités différentes, trouvent la mort et 45 blessés
- Série d’attentats terroristes perpétrés en Île-de-France le 13 novembre 2015, revendiqués par l'organisation terroriste État islamique (Daech) : 130 morts et 413 blessés hospitalisés
- Double-attentat du 22 mars 2016 à Bruxelles, revendiqué par l'organisation terroriste État islamique et commis par des belgo-marocains : 32 morts et 240 blessés

### Terrorisme séparatiste ou d'indépendance
- Assassinat de l'archiduc François-Ferdinand d'Autriche en 1914[non pertinent]
- Le 22 juillet 1946, attentat à la bombe au Q.G anglais, installé dans l'hôtel King David à Jérusalem, perpétré par l'Irgoun de Menahem Begin et le Lehi
- Terrorisme sioniste en Palestine mandataire
- La bataille d'Alger a opposé, en 1957 à Alger (département d'Alger), durant la guerre d'Algérie, la 10edivision parachutiste de l'armée française aux indépendantistes algériens du Front de libération nationale (FLN), à la suite des nombreux attentats perpétrés contre la population par le FLN
- Les attentats des Tigres Tamouls au Sri Lanka
- L'IRA, le séparatisme basque, corse, breton, au Cachemire ou en Nouvelle-Calédonie
- L'enlèvement et la mort controversée du ministre du Travail du Québec Pierre Laporte, ainsi que l'enlèvement du diplomate britannique James Richard Cross par une cellule du Front de libération du Québec (FLQ)
- La prise d'otages à l'opéra de Moscou puis à l'école de Beslan par des terroristes tchétchènes
- Les attentats-suicides palestiniens en Israël depuis les accords d'Oslo jusqu'à nos jours
- Attentats et activité du groupe Gwenn-ha-du dans les années 1930 et 1940, et du Front de libération de la Bretagne dans les années 1960-1990 en France
- Attentats et assassinats[non pertinent] d'ETA en Espagne
- Prise d'otages de Loyada en 1976

### Terrorisme criminel ou mafieux
- Multiples attentats en Colombie, perpétrés par le cartel de Medellín ou le cartel de Cali
- Attentats mafieux en Italie contre les juges Giovanni Falcone et Paolo Borsellino en 1992, à Florence, Milan et Rome en 1993[non pertinent]
- Plusieurs attentats en Russie liés à des groupes criminels depuis les années 1990

- Multiples attentats perpétrés par les cartels mexicains contre la population en réaction à la guerre menée contre les cartels par l'administration de ce pays

## Aspects juridiques
En novembre 1937, une conférence intergouvernementale de la Société des nations adopte la convention de Genève pour la prévention et la répression du terrorisme; le document propose une définition du terrorisme : « des faits criminels dirigés contre un État et dont le but ou la nature est de provoquer la terreur chez des personnalités déterminées, des groupes de personnes ou dans le public ». Néanmoins, ce traité n'est jamais entré en vigueur.
L'Organisation des Nations unies (ONU) évite le sujet pendant plusieurs décennies jusqu'à la prise d'otages des Jeux olympiques de Munich, où une commission est chargée de définir le terrorisme ; les dissensions provoquent un échec. Le terme apparaît progressivement, à partir de 1979 avec la convention internationale contre la prise d’otages, la convention internationale pour la répression des attentats terroristes à l’explosif et, en 1997, la convention pour la répression du financement du terrorisme,.
Dans le cadre de la lutte contre le terrorisme international, l'ONU a proposé plusieurs instruments juridiques via des traités portant sur un aspect ou un autre des activités de terrorisme.

## Méthodes terroristes

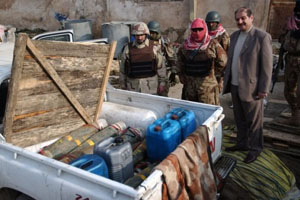
Désarmement d'une voiture piégée à Mossoul en Irak.

Si le terrorisme se définit par sa finalité, il peut aussi se caractériser par des modes opératoires qui lui sont propres. C'est ainsi que les objectifs d'un attentat sont avant tout de marquer les esprits et non d'offrir un avantage stratégique comme lors d'opérations militaires d'une guerre conventionnelle.
Pour le docteur en histoire médiévale Yuval Noah Harari : « la terreur est une stratégie militaire qui vise à modifier la situation politique en répandant la peur plutôt qu’en provoquant des dommages matériels (…) [L]a peur est au cœur de l’affaire, avec une disproportion effarante entre la force effective des terroristes et la peur qu’ils parviennent à inspirer (…) Ce qu’espèrent pourtant les terroristes, quand bien même ils n’ébranlent qu’à peine la puissance matérielle de l’ennemi, c’est que, sous le coup de la peur et de la confusion, ce dernier réagira de façon disproportionnée et fera un mauvais usage de sa force préservée » dans un contexte démocratique apaisé où la violence politique est faible qui donne par contraste un écho démesuré aux actes terroristes.

## Statistiques

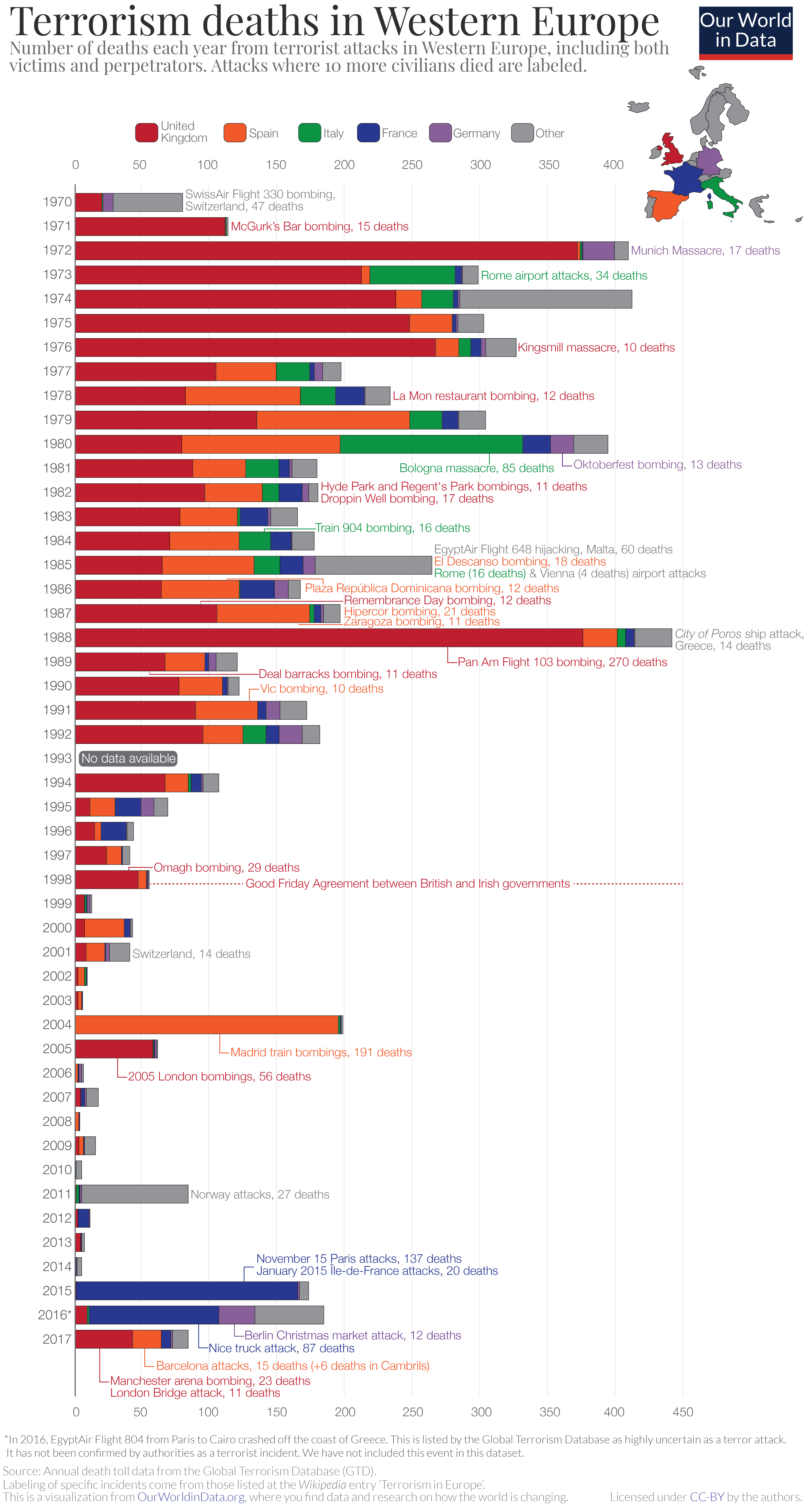

Les principales bases de données non étatiques recensant les actes terroristes dans le monde sont la base de données mondiale sur le terrorisme (en) de l'université du Maryland (elle comptabilise en 2021 plus de 200 000 attaques terroristes depuis 1970) et l'indice mondial du terrorisme (en) édité par l'Institut d'économie et de paix (en), organisme de recherche international basé à Sydney.
- Vue d'ensemble des attentats manqués, déjoués et achevés en 2012 dans les États membres de l'Union européenne et par affiliation selon Europol[83] :
  - En 2012, 219 attaques terroristes ont eu lieu dans sept des États membres de l'Union européenne. La majorité de ces actes ont eu lieu en France, en Espagne et au Royaume-Uni. Après une diminution en 2011 (174), le nombre d'attaques terroristes dans l'Union européenne a augmenté à un niveau similaire de celui de 2010. À la suite des attaques terroristes, 17 personnes sont mortes et 46 ont été blessées en 2012.

| États membres | Inspiré religieusement | De gauche | De droite | Séparatiste | Non spécifié | Total 2012 |
| ------------- | ---------------------- | --------- | --------- | ----------- | ------------ | ---------- |
| Belgique      | 2                      | 0         | 0         | 0           | 0            | 2          |
| Bulgarie      | 0                      | 0         | 1         | 0           | 1            | 2          |
| Espagne       | 0                      | 7         | 1         | 46          | 0            | 54         |
| France        | 4                      | 0         | 0         | 121         | 0            | 125        |
| Grèce         | 0                      | 1         | 0         | 0           | 0            | 1          |
| Italie        | 0                      | 10        | 0         | 0           | 1            | 11         |
| Royaume-Uni   | -                      | -         | -         | -           | 24           | 24         |
| Total         | 6                      | 18        | 2         | 167         | 26           | 219        |

- Le Centre national du contreterrorisme du département d'État des États-Unis a recensé, dans ses Country Reports on Terrorism (en), dans le monde :
  - en 2005 : 11 023 actes de terrorisme faisant 74 327 victimes dont 14 482 morts, ces chiffres excluant les attaques touchant les militaires américains en zone de guerre ;
  - en 2006 : 14 338 actes de terrorisme faisant 74 616 victimes dont 20 515 morts ;
  - en 2007 : 14 435 actes de terrorisme faisant 71 856 victimes dont 22 736 morts ;
  - en 2008 : 11 725 actes de terrorisme faisant 54 653 victimes dont 15 727 morts ;
  - en 2009 : 10 999 actes de terrorisme faisant 58 142 victimes dont 14 971 morts[84] ;
  - en 2014 : 13 463 actes de terrorisme, en hausse de 35 % par rapport à 2013, faisant de 32 727 morts, en hausse de 80 % par rapport de 2013[85]. Plus de 9 400 personnes ont été enlevées, soit trois fois plus que l'année précédente[86].
- En 2011, un centre de l'OTAN sur le terrorisme recense, via les sources publiques, 11 965 actes de terrorisme faisant 17 403 morts, 25 368 blessés et 1 923 personnes enlevées[87].
- En Inde, il y a eu 5 839 morts liés au terrorisme en 2001, 2 232 en 2009 et 1 902 en 2010[88].

De même, Le Global Terrorism Index (GTI) 2025, publié par l’Institute for Economics & Peace (IEP), dresse un bilan contrasté du terrorisme mondial indiquant que Le Sahel est désormais la région la plus touchée par le terrorisme, concentrant 51 % des décès liés au terrorisme en 2024. Les données du GTI 2025 révèlent une dégradation alarmante de la situation sécuritaire au Sahel, où le terrorisme continue de gagner du terrain. Le Burkina Faso demeure le pays le plus touché par le terrorisme, cette année, bien que les attaques et les décès diminuent respectivement de 57 % et 21 %. Un cinquième de tous les décès liés au terrorisme dans le monde ont eu lieu au Burkina Faso, suivi par le Pakistan et la Syrie. De son côté, le Niger connaît une augmentation spectaculaire de 94 % des décès liés au terrorisme, illustrant l'extension des attaques sur son territoire. Le Mali, ainsi que d'autres États sahéliens, font également face à une intensification des offensives jihadistes, mettant en lumière l'aggravation de l'instabilité régionale et la difficulté des gouvernements à contenir cette menace croissante.

## Listes officielles
Certains États et organisations internationales tiennent à jour une liste officielle d'organisations terroristes et de terroristes :
- Liste des entités terroristes du Canada, constituée en application de la Loi antiterroriste du Canada
- Organisations considérées comme terroristes par la république populaire de Chine, depuis 2003[90]
- Liste des Organisations considérées comme terroristes par le département d'État des États-Unis[91]
- Organisations considérées comme terroristes par le département du Trésor des États-Unis[92]
- Liste de l'Organisation du traité de sécurité collective[93]
- Liste des organisations considérées comme terroristes par le Conseil de l'Union européenne
- Liste des organisations et personnes considérées par l'ONU comme proches d'Al-Qaida ou des talibans
- Organisations considérées comme terroristes par la Sécurité nationale australienne[94]
- Organisations considérées comme terroristes par le Home Office (Royaume-Uni)[95]
- Organisations considérées comme terroristes par le FSB (fédération de Russie)[96]
- Organisations considérées comme terroristes par le ministère de l'Intérieur indien
- Organisations considérées comme terroristes par le Emniyet Genel Müdürlüğü (Turquie)

## Représentation du terrorisme

### Au cinéma
Il existe une longue tradition de films documentaires sur le terrorisme depuis 12 décembre (1972) de Pier Paolo Pasolini et Giovanni Bonfanti sur l'attentat de la piazza Fontana du 12 décembre 1969 à Milan jusqu'à des films plus récents comme le film de Pierre Carles et Georges Minangoy sur les anciens d'Action directe (Ni vieux, ni traîtres, 2006) ou le film de Barbet Schroeder sur Jacques Vergès qui s'attarde longuement sur ses relations avec le terrorisme (L'Avocat de la terreur, 2007).
Parmi les films de fiction, on peut citer :

#### Algérie
- Le Repenti de Merzak Allouache (2012), la difficile réinsertion d'un djihadiste amnistié pendant la décennie noire

#### Allemagne
- La Troisième Génération de Rainer Werner Fassbinder (1973)
- Maman Küsters s'en va au ciel du même auteur (1975)

#### Brésil
- Quatre Jours en septembre de Bruno Barreto (1997)

#### France
- Solo de Jean-Pierre Mocky (1969)
- Nada de Claude Chabrol (1973)
- Le Complot de René Gainville (1973)
- Netchaïev est de retour de Jacques Deray (1990)
- Carlos d'Olivier Assayas (2010), consacré au terroriste vénézuélien Ilich Ramírez Sánchez
- La Désintégration de Philippe Faucon (2012), illustrant l’endoctrinement progressif à l'islam radical menant des hommes à commettre des attentats suicides terroristes
- Made in France de Nicolas Boukhrief (2016)

#### Italie
- La Bataille d'Alger (La Battaglia di Algeri), de Gillo Pontecorvo (1966), docufiction montrant des scènes des attentats terroristes et de guérilla urbaine des indépendantistes algériens contre les forces coloniales françaises durant la guerre d'Algérie
- Cher Papa (Caro Papa) de Dino Risi (1979)
- La Seconde Fois (La seconda volta) de Mimmo Calopresti (1996) montre la rencontre fictive entre une ex-terroriste des Brigades rouges, prisonnière en permission, et l'ingénieur qu'elle avait tenté d'assassiner
- Buongiorno, notte de Marco Bellocchio (2003), fiction consacrée à l’enlèvement d'Aldo Moro par les Brigades rouges

#### Maroc
- Les Chevaux de Dieu de Nabil Ayouch (2012) d'après le roman Les Étoiles de Sidi Moumen de Mahi Binebine, fiction inspirée des attentats de Casablanca du 16 mai 2003

### Au théâtre
- Les Justes d'Albert Camus (France, 1949) : un groupe de révolutionnaires russes projette d'assassiner le grand-duc Serge. La pièce s'inspire de faits réels qui ont eu lieu en Russie en 1905.

## Interprétations philosophiques
L'opinion de Noam Chomsky :

« Cette histoire [d’actes terroristes perpétrés par les États-Unis au Nicaragua] révèle plusieurs choses. D’abord, que le terrorisme, cela marche. La violence aussi. Ensuite, qu’on a tort de penser que le terrorisme serait l’instrument des faibles. Comme la plupart des armes meurtrières, le terrorisme est surtout l’arme des puissants. Quand on prétend le contraire, c’est uniquement parce que les puissants contrôlent également les appareils idéologiques et culturels qui permettent que leur terreur passe pour autre chose que de la terreur. »

Jean Baudrillard affirme :

« Tous les discours et les commentaires trahissent une gigantesque abréaction à l'événement même et à la fascination qu'il exerce. La condamnation morale, l'union sacrée contre le terrorisme sont à la mesure de la jubilation prodigieuse de voir détruire cette superpuissance mondiale, mieux, de la voir en quelque sorte se détruire elle-même, se suicider en beauté. (…) Quand les deux tours se sont effondrées, on avait l'impression qu'elles répondaient au suicide des avions-suicides par leur propre suicide. (…) Tout système à zéro mort est un système à somme nulle. (…) Dans ce cycle vertigineux de l'échange impossible de la mort, celle du terroriste est un point infinitésimal, mais qui provoque une aspiration, un vide, une convection gigantesques. Autour de ce point infime, tout le système, celui du réel et de la puissance, se densifie, se tétanise, se ramasse sur lui-même et s'abîme dans sa propre surefficacité. »

## Situation dans l'Union européenne
Le terrorisme apparaît comme une préoccupation européenne, en 2002, il fait l'objet d'une décision-cadre publiée dans le Journal officiel de l'Union européenne.
Il a donné lieu à une déclaration des membres du Conseil européen lors d'une réunion informelle des chefs d'État ou de gouvernement à Bruxelles, le 12 février 2015.
À la suite des attentats terroristes perpétrés à Paris le 13 novembre 2015, la France a demandé une assistance bilatérale des États membres en vertu de l'article 42, paragraphe 7.
Le 28 avril 2015, la Commission européenne a adopté le programme européen en matière de sécurité, dans lequel la lutte contre le terrorisme est jugée prioritaire.
Chaque année depuis 2007, EUROPOL diffuse publiquement son rapport sur la situation et les tendances du terrorisme en Europe (Rapport TE-SAT), qui présente une analyse détaillée de la situation en matière de terrorisme dans l’Union européenne. Ce rapport, basé sur les chiffres officiels des États membres, présente les statistiques détaillées des phénomènes terroristes jihadistes et extrémistes (extrême-gauche, extrême-droite et séparatiste).
Le 25 janvier 2016, EUROPOL se dotait d'un centre européen de lutte contre le terrorisme.
L'Europe dispose aussi d'une Journée européenne de commémoration des victimes du terrorisme.
Le graphique qui aurait dû être présenté ici ne peut pas être affiché car il utilise l'ancienne extension Graph, désactivée pour des questions de sécurité. Des indications pour créer un nouveau graphique avec la nouvelle extension Chart sont disponibles ici.

| Le graphique qui aurait dû être présenté ici ne peut pas être affiché car il utilise l'ancienne extension Graph, désactivée pour des questions de sécurité. Des indications pour créer un nouveau graphique avec la nouvelle extension Chart sont disponibles ici . | [ 105 ] |

Dans ses différents rapports annuels TE-SAT, EUROPOL décompte les différents faits terroristes en les classant en plusieurs groupes distincts :
- Terrorisme séparatiste ou ethno-nationaliste ("Ethno-nationalist and separatist terrorism") : exemples de l'ETA, du PKK ou des groupes d'Irlande du Nord.
- Terrorisme anarchiste et d'extrême-gauche ("Left-wing and anarchist terrorism")
- Terrorisme d'extrême-droite ("Right-wing terrorism")
- Terrorisme djihadiste ("Jihadist terrorism")
- Terrorisme à but unique ("single-issue terrorism") : utilisation de moyens criminels pour tenter de changer une politique ou une pratique spécifique, et non le système dans son ensemble. Ex. : droits des animaux, écologie radicale, campagnes anti-avortement…

### Statistiques d'EUROPOL
À la suite de la diffusion de ces statistiques, le Parlement européen dénombrait les attaques comme suit :
En 2019, 119 actes terroristes ont été commis en Europe (55 en excluant le Royaume-Uni), en comptant les attentats réussis ainsi que ceux qui ont été déjoués ou ceux qui ont échoué. Parmi ceux-ci, 21 sont attribuables au terrorisme djihadiste. Le terrorisme djihadiste est responsable de toutes les morts enregistrées (10) et a blessé 26 citoyens sur un total de 27.
Environ la moitié des attaques terroristes dans l’UE sont le fait d’ethno-nationalistes ou de séparatistes (57 en 2019, toutes en Irlande du Nord à l’exception d’une). Les autres catégories majeures étant les attaques provenant de l’extrême droite (6) et de l’extrême gauche (26).
En 2020, 57 attaques sont recensées dans l'Union européenne (cela inclut les attaques ayant réellement eu lieu et celles ayant échoué - statistiques hors Royaume-Uni).
Parmi ces 57 tentatives, 10 ont été attribuées au terrorisme djihadiste et ont causé plus de la moitié des décès (12) et la quasi-totalité des blessés (47).
14 attaques à caractère ethno-nationaliste ou séparatiste ont été perpétrées en France et en Espagne alors que 24 attentats ont été menés par des organisations terroristes ou des individus d'extrême gauche ou anarchistes, tous en Italie. Quatre attaques terroristes d'extrême droite sont recensées dont trois ont été déjouées.